# 西行寺幽々子
西行寺 幽々子（さいぎょうじ ゆゆこ）は、同人サークルである上海アリス幻樂団によって制作された作品群「東方Project」に登場する架空の人物。初出は『東方妖々夢 ～ Perfect Cherry Blossom.』で、それ以降のシリーズでも主要キャラクターの一人としてたびたび登場する。本項で使用されている東方Project関連の略称については、東方Project#凡例を参照すること。

## 人物
冥界に住む亡霊の令嬢。白玉楼の主として冥界の亡霊を管理している。

### 容姿
薄紅色のミディアムヘアーに水色と白色を基調とした着物に平たく柔らかい、裾がフリル状になったナイトキャップを被っている。ナイトキャップには、模様が描かれた額烏帽子を巻いている。靴は青いリボンの着いたパンプスを履いている。着ている着物は作品毎に変わっており、作品のテーマである異変に基づいている。また、まわりには小さな幽霊が数体浮かんでいる。

### 性格
とらえどころがなく、その真意が掴み辛い。従者である魂魄妖夢は日常茶飯事として、八雲藍ですら翻弄されるほどである。と同時に、柔和な雰囲気も醸しているので、呑気な感じにとらえられることが多い。しかしながら、外見とは裏腹に高難度かつ華麗な弾幕、さらには東方Project内で最大のスペルカード数を持つ｡　東方永夜抄を始め、その他原作において、登場キャラクターを料理に例えるなど、美食家、食事好きである様子。所謂「ゆっくり」と称される二次創作動画では多くの動画投稿者によって大喰らいという設定が与えられている。

## 能力
亡霊となった現在は死を操る程度の能力である。言い換えると、人や妖怪を一切の抵抗を許さずに絶命させる能力ということである。この能力のため、東方求聞史紀内の稗田阿求が編纂した『幻想郷縁起』で危険度が極高とされている。ただし、この能力を使うことは滅多にない。もしもこの能力によって死んでしまった場合は、幽霊となり幽々子の支配下に置かれる為、成仏することが出来ない。ただし、この能力は蓬莱山 輝夜や八意 永琳、藤原 妹紅のような不老不死の蓬莱人には一切効かない。
生前からの能力は死霊を操る程度の能力がある。現在でも使える能力であるため、幻想郷管轄の閻魔大王である四季映姫・ヤマザナドゥから冥界で幽霊の管理を任され、本来は長期間いることができない冥界に永住することが認められている。

## 生前
幽々子は1000年ほど前は元々西行寺家の令嬢として生きていた。しかし、死霊を操る程度という他の人にはない特殊な能力があったのだ。彼女の父親は歌聖として名高い人物だったが、死期を悟り見事な桜の木の下で永遠の眠りについた。だが、それ以来その桜はますます見事に咲き誇り、多くの人を魅了し、多くの人が永遠の眠りにつくようになった。そしていつの間にか妖力をもつようになった。
また死霊を操る程度の能力に加えて、死に誘う程度の能力を持つようになり、簡単に人を死に追いやる事が出来るようになってしまった。そのため、彼女はその自分の能力を煩わしく思い、妖力を持った桜の封印として自尽(じじん)した。この封印した桜は現在の「西行妖」のことである。

## 関連する人物
魂魄 妖夢
本職は庭師だが、幽々子の剣術指南役、食事係、幽々子と白玉楼の警備など、様々な仕事を押し付けられている。しかし、剣術はほとんどしていないため、妖夢が幽々子に教えることもほとんどない。
八雲 紫
生前からの旧知の仲であるが、幽々子は生前の記憶はない。書籍には紫と直接コミュニケーションを一切とらなかったにも関わらず、紫の計画を完全に把握するという阿吽の呼吸を見せた。

## テーマ曲
- 幽雅に咲かせ、墨染の桜　～ Border of Life
  - 妖々夢、萃夢想、緋想天
- ボーダーオブライフ
  - 妖々夢
- ゴーストリード
  - 神霊廟

## 展開
幽々子はLORD of VERMILION Re:2のゲストキャラクターとして、博麗霊夢と共に参戦した。